# فيليب فيليبوفيتش
فيليب فيليبوفيتش (مواليد 2 مايو 1987) هو لاعب كرة ماء صربي،حصل مع منتخب صربيا على الميدالية الذهبية في أولمبياد 2016 و2020.

## وصلات خارجية
- فيليب فيليبوفيتش على موقع الاتحاد الدولي للسباحة (الإنجليزية)
- فيليب فيليبوفيتش على موقع الاتحاد المجري لكرة الماء (الهنغارية)
- فيليب فيليبوفيتش على موقع اللجنة الأولمبية الدولية (الإنجليزية)
- فيليب فيليبوفيتش على موقع أوليمبيديا (الإنجليزية)
- فيليب فيليبوفيتش على موقع اللجنة الأولمبية الصربية (الصربية)